# أبو حزام (قرية)
قرية أبو حزام هي إحدى القرى التابعة لمركز نجع حمادى في محافظة قنا في جمهورية مصر العربية. حسب إحصاءات سنة 2006، بلغ إجمالي السكان في أبو حزام 2205 نسمة، منهم 1271 رجل و934 امرأة.